# لاش لاریو
لاش لاریو (انگلیسی: Lash LaRue؛ ۱۵ ژوئن ۱۹۱۷ – ۲۱ مهٔ ۱۹۹۶) یک هنرپیشه اهل ایالات متحده آمریکا بود. وی بین سال‌های ۱۹۴۴ تا ۱۹۵۱ میلادی فعالیت می‌کرد.